# Henry Smith Lane
Henry Smith Lane, född 24 februari 1811 nära Sharpsburg, Kentucky, död 19 juni 1881 i Crawfordsville, Indiana, var en amerikansk politiker. Han representerade delstaten Indiana i båda kamrarna av USA:s kongress, först i representanthuset 1840-1843 och sedan i senaten 1861-1867. Han var den trettonde guvernören i Indiana 14 januari-16 januari 1861.
Lane studerade juridik. Han flyttade 1834 från Kentucky till Indiana och inledde sin karriär som advokat i Crawfordsville. Han inledde sin politiska karriär inom whigpartiet i Indiana. Kongressledamoten Tilghman Howard avgick 1840. Lane vann fyllnadsvalet för att efterträda Howard och valdes sedan till hel mandatperiod i representanthuset.
Lane deltog i mexikanska kriget och avancerade till överstelöjtnant. Han kandiderade igen till representanthuset i kongressvalet 1848 men förlorade mot demokraten Joseph E. McDonald. Han övergav 1854 advokatyrket och blev verksam inom bankbranschen i Crawfordsville. Samma år lämnade han whig-partiet och gick med i knownothings.
Lane bytte redan 1856 parti på nytt. Han blev snabbt en av de mest framträdande republikanerna. Han var en varm anhängare av Abraham Lincoln i presidentvalet i USA 1860.
Lane besegrade demokraten Thomas A. Hendricks i guvernörsvalet i Indiana 1860. Han efterträdde 14 januari 1861 Abram A. Hammond som guvernör. Lane avgick endast två dagar senare för att tillträda som ledamot av USA:s senat. Efter en mandatperiod i senaten efterträddes han av Oliver Hazard Perry Morton.
Lanes grav finns på Oak Hill Cemetery i Crawfordsville.